# Carta Magna
|  | Per a altres significats, vegeu «carta magna». |

| Carta Magna Libertatum             |                                                                |                                                                |
|                                    |                                                                |                                                                |
| Informació                         |                                                                |                                                                |
| Tipus de document                  | constitució                                                    | constitució                                                    |
| Motiu de la redacció:              | Tractat de pau                                                 | Tractat de pau                                                 |
| Creat:                             | 1215                                                           | 1215                                                           |
| Autors:                            | Stephen Langton Robert FitzWalter Joan sense Terra             | Stephen Langton Robert FitzWalter Joan sense Terra             |
| Manuscrits originals conservats a: | Biblioteca Britànica Catedral de Lincoln Catedral de Salisbury | Biblioteca Britànica Catedral de Lincoln Catedral de Salisbury |
| Modificacions:                     | 1216, 1218, 1225, 1297, 1300                                   | 1216, 1218, 1225, 1297, 1300                                   |

Carta Magna, també anomenada Magna Carta Libertatum, que traduït del llatí vol dir «Gran Document de les Llibertats», és un document redactat conjuntament per l'arquebisbe de Canterbury i el barons anglesos, en temps del rei anglès Joan Sense Terra el 1215, el qual va fingir que l'aprovava però no va ser així.
Es tractava d'una declaració de drets i deures de cada estament social i obligava el rei a respectar el procediment legal. Per a un rei de la dinastia Plantagenet resultava nou, i en certa manera humiliant, acceptar que també el rei estava sotmès a la llei. Els drets dels súbdits es trobaven especialment protegits: entre d'altres mesures s'establia una comissió de 25 barons per controlar el poder del rei, assegurava la llibertat religiosa i política, i pel principi d'habeas corpus es permetien apel·lacions a les sentències reials.
Arran del descontentament per la política del rei Joan, amb abusos de poder i fracassos en política exterior, els barons més poderosos d'Anglaterra van revoltar-se i van entrar a la ciutat de Londres. Després de tenses i dures negociacions, van obligar el rei a sancionar la Carta Magna, que es convertí en el primer document imposat a un rei anglès per tal de limitar el seu poder mitjançant la llei.
La Carta Magna ha influït en les constitucions actuals (sovint denominades «carta magna» en al·lusió al document), i va establir un precedent en subjectar el poder del governant a la llei i al control d'una comissió o parlament.

## Context
Anglaterra havia estat governada per reis que respectaven els usos i tradicions i que consultaven una assemblea de representants del poble (la witenagemot) abans de prendre decisions o de promulgar noves lleis. Això va canviar en arribar la dinastia Plantagenet: Enric II, Ricard Cor de Lleó i Joan sense Terra, justificaven la seva manera de governar de vegades despòtica i fins i tot arbitrària, emprant com a justificant l'argument que la seva majestat procedia de Déu i, per tant les seves decisions no necessitaven de cap vist i plau. Empraven el principi de vis et voluntas («força i voluntat»). Joan no era gaire popular entre els barons del regne, ja que havia augmentat molt els impostos per tal de finançar les guerres per defensar els extensos territoris que havia heretat. La gota que va omplir la pica va ser quan, a causa de la disputa amb el papa pel nomenament de l'arquebisbe de Canterbury, Stephen Langton, el pontífex va posar un interdicte al país i la gent havia de celebrar misses en llocs amagats, perquè els capellans tenien prohibit fer qualsevol servei religiós que no fos urgent:batejar, escoltar confessions o donar absolucions als que estaven en perill de mort. Joan va reaccionar expropiant terres a l'Església i castigant sacerdots. El 1212 Joan va ser excomunicat i es va haver de reconèixer vassall del papa per alliberar-se de la sanció el maig del 1213.
Els barons van jurar que es revoltarien contra el rei i es mantindrien ferms per "establir la llibertat de l'Església i del reialme". Quan el rei va tornar de la seva derrota a la batalla de Bouvines, el 1214 li van demanar que jurés respectar la Carta de Llibertats que havia proclamat Enric I feia un segle. La demanda era xocant pels estàndards d'aquella època i no tots els caps eren gent de bona reputació però estaven molt units. Robert FitzWalter, que més endavant seria escollit com a representant dels rebels, va acusar el rei d'intent de violació de la seva filla. Aquest home no era la primera vegada que expressava el seu descontentament envers el rei, al qual havia intentat assassinar el 1212.
Joan va reunir un consell el gener del 1215 en què es van discutir les possibles reformes i va propiciar entrevistes a Oxford entre els seus partidaris i els rebels, que es van realitzar al llarg de la primavera. Ambdós bàndols van demanar al papa Innocenci III que fes d'àrbitre en les converses. Durant aquestes negociacions es va elaborar un document inicial, que els historiadors han anomenat "la Desconeguda Carta de Llibertats", que estava inspirat en la major part del document en la Carta de llibertats d'Enric I; set d'aquests articles van aparèixer després en el text anomenat "Articles dels barons" i en el document definitiu.
Atès que Joan s'havia reconciliat amb el papa i li havia jurat submissió mitjançant el legat pontifici Pandulf Verraccio el maig del 1213 a l'església dels Templers de Dover, i aquest li havia llevat l'excomunió, ara refiava que el papa es posaria de la seva part en la disputa presentada pels barons. Mentrestant va anar aplegant un exèrcit al seus territoris francesos i va fer jurament d'anar a una croada si el papa la convocava. A l'abril va arribar una carta del papa, però llavors els rebels ja s'havien cansat d'esperar que el rei signes el document. Al maig es van congregar a Northampton i van marxar sobre les principals ciutats del regne: Londres, Exeter i Lincoln, els habitants de les quals se'ls van unir. Com que l'arbitratge del papa no era acceptat, Joan va demanar a l'arquebisbe Stephen Langton que fes de mediador.
El 10 de juny Joan i els rebels es van trobar a Runnymede, un prat a mig camí entre el castell de Windsor i la base rebel de Staines. Els barons van presentar el text anomenat "Articles dels barons" . Durant deu dies Stephen Langton va transformar aquest esborrany en un document més complert que serviria com a tractat de pau i el va reanomenar Magna Carta. Al final els barons van renovar els seus juraments de fidelitat al rei i se'n van fer còpies.

## Contingut
Aquest text no malgastava paraules en teoria política, però anava més enllà de les peticions dels rebels. Prometia protecció als drets de l'Església, protecció envers els empresonaments il·legals, l'accés a una justícia ràpida, i, el més important, les limitacions en matèria d'impostos i altres pagaments feudals a la Corona, que en determinats casos requeririen del consentiment dels barons. Abordava el tema dels drets dels ciutadans lliures i, especialment els dels barons. També els drets dels serfs es van incloure en els articles 16, 20 i 28. El seu estil i contingut estaven inspirats en la Carta de llibertats d'Enric I i en tot el cos legal conservat pels anglesos més els drets procedents de la tradició, incloses les cartes amb concessions reials a determinades ciutats, a l'Església i en estatus d'algunes corts europees com l'Estatut de Pamiers.
En el que els historiadors anomenen clàusula 61 o clàusula de llibertat, es creava un consell format per 25 barons, que el rei hauria de consultar. Si en els 40 dies següents el rei no acatava la Magna Carta, aquesta clàusula donava dret als barons a prendre els castells reials i expropiar-li les seves terres. Els barons haurien de prestar jurament per poder assistir al Consell, el qual estaria presidit pel rei, però si aquests incomplien el jurament d'alguna manera el rei continuaria governant com abans. Altres reis havien fet en el passat concessions a rebels però la novetat de la Carta Magna estava en el fet que creava un mitjà reconegut oficialment de coaccionar el rei a no desdir-se de les seves promeses. Segons l'historiador Wilfred Warren, aquesta clàusula estava redactada en termes massa crus i era inevitable que desemboqués en una guerra civil.
Efectivament, el rei Joan s'ho va prendre com una ofensa i no va mantenir el compromís inicial, els barons que ja malfiaven i li havien perdut la confiança, van oferir la corona al príncep Lluís de França, que podia reclamar el tron pel seu matrimoni amb Blanca, la neta d'Enric II d'Anglaterra.

## Modificacions
Carta del 1216
Encara que la Carta Magna va ser un fracàs com a tractat de pau, quan estava moribund al llit, el rei va nomenar un consell de 30 membres que havien d'ajudar el seu fill Enric a recuperar el tron, el qual estaria sota la protecció de William Marshal, un dels cavallers anglesos més famosos. El cardenal Guala Bicchieri, legat papal, va coronar el jove a la catedral de Gloucester el 28 d'octubre. El rei estava en minoria respecte als partidaris del príncep Lluís i va proposar una nova Carta Magna, còpia de l'anterior amb algunes retallades: la clàusula 61 i les que no convenien al papa. Els rebels no la van acceptar i la guerra va continuar.
Carta del 1217

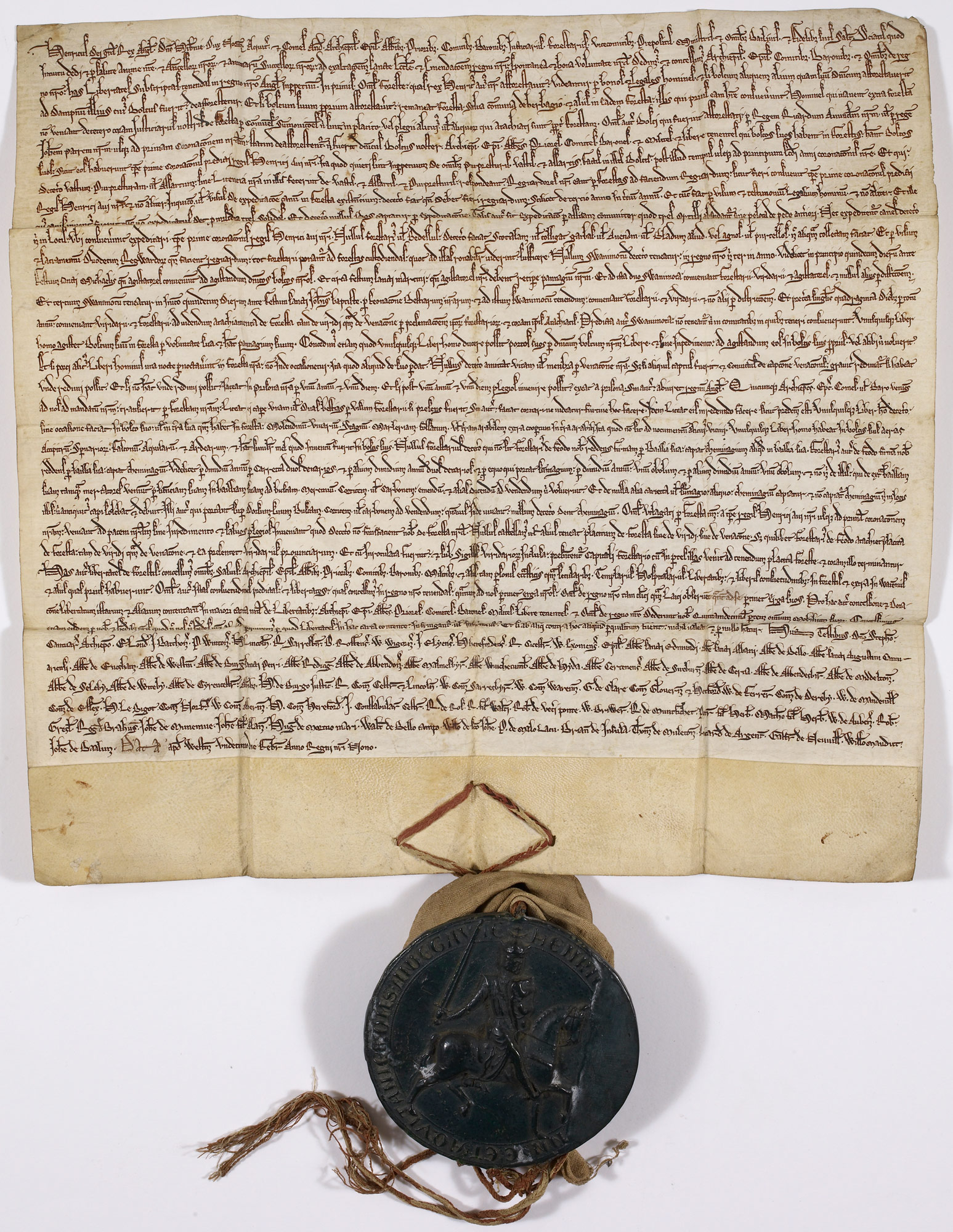
Charter of the Forest, el document addicional de la Carta Magna del 1217.

El 1217 el príncep Lluís va marxar a França per reclutar reforços; mentrestant el cardenal Guala va declarar que lluitar per defensar el rei Enric III d'Anglaterra era l'equivalent a una croada i el contrari era anar contra els designis de Déu, això va espantar molts barons que van decidir abandonar la guerra. El 13 de setembre es va acordar un tractat de pau a Lambeth. A l'octubre es va convocar un consell perquè elaborés una nova Carta Magna. Aquesta era semblant a la del 1216, però afegia algunes clàusules per protegir els drets dels barons sobre els seus súbdits feudals i la proposta de restringir el poder de la Corona per posar impostos a criteri personal del rei se'n va anar en orris. Hi va haver uns quants desacords pel tema del control reial sobre els boscos i es va arribar a la conclusió que requeria un sistema legal a banda, ja que implicava una considerable font d'ingressos per la Corona; les queixes venien tant sobre com havien de ser els tribunals que fessin aplicar la llei dels boscos, com pels límits geogràfics dels boscos reials. Per tant, es va crear un document complementari a la Carta Magna, el Charter of the Forest, que perdonava els acusats fins al moment de delictes relacionats amb els boscos i imposava nous controls sobre els tribunals sancionadors d'aquests delictes i establia una revisió dels límits dels boscos reials. Per tal de distingir aquests dos documents, els escribes van fer servir el nom en llatí Magna Carta Libertatum, («el gran document de les llibertats») per referir-se al primer.
Carta del 1225

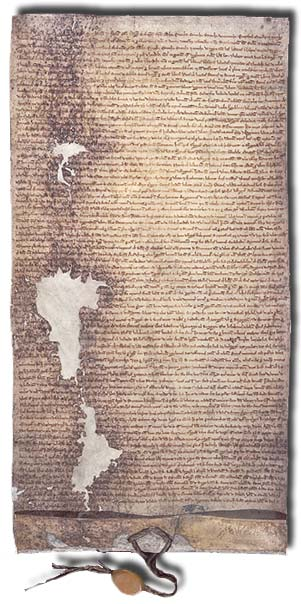
Carta Magna del 1225 amb el segell d'Enric III.

Mentre el rei Enric III va ser menor d'edat es va respectar la Carta Magna, però en fer-se gran va reclamar diners volent imposar el seu poder per damunt de la llei, cosa que va aixecar protestes. L'arquebisbe Langton i William Brewer van argumentar que quina validesa tenia un document el qual el rei s'havia compromès a acceptar sota coacció, llavors Enric per calmar els ànims els va dir de paraula que se sentia lligat a la promesa feta. Dos anys després la qüestió va tornar a sorgir quan Lluís va atacar els territoris francesos heretats per Enric III: el Poitu i la Gascunya. El Poitu aviat va caure en mans de l'exèrcit de Lluís i s'esperava que amb la Gascunya passaria el mateix si no arribaven reforços des d'Anglaterra. A començaments del 1225 el rei va convocar un consell per demanar l'aprovació a la seva petició de crear una taxa per finançar un exèrcit que s'enviaria a la Gascunya. A canvi d'haver donat suport al rei, els barons van demanar que aprovés la Carta Magna i el document sobre els boscos. La versió que es va aprovar era gairebé idèntica a la del 1217, però aquesta vegada el rei va afegir que era promulgada "per pròpia voluntat lliure i espontàniament" i la va confirmar estampant el seu segell, cosa que conferia més autoritat al document que en les ocasions anteriors.
Dos anys després, quan el rei va assolir la majoria d'edat va decretar que només tindrien validesa les lleis que portessin el seu segell, això va posar en dubte els documents legislatius aprovats durant la seva minoria d'edat i encara més quan va amenaçar d'invalidar l'annex sobre els boscos si no li donaven els diners que li havien promès per l'exèrcit de la Gascunya. En general, però, les seves actuacions es van guiar per la Carta Magna. El problema va ser que actuava de forma arbitrària: de vegades atenia les peticions i queixes que li arribaven i les resolia seguint la Carta, però en altres ocasions no en feia el menor cas i els problemes s'anaven acumulant. Això va fer que fins i tot els seus partidaris perdessin la confiança en ell i el 1258 es va produir un cop d'estat. Els colpistes no tenien prou força militar per sotmetre el rei i van demanar suport al rei Lluís IX de França, però aquest va fer costat al rei anglès. Hi va haver una segona guerra dels barons que va acabar el fill d'Enric III, Eduard. El príncep Eduard va fer servir la Carta Magna en els seus arguments per justificar l'ús de les armes, dient que els barons havien anat massa lluny perquè havien actuat en contra de l'establert. En un gest conciliatori, després d'haver derrotat els barons, el 1267 Enric va promulgar l'Estatut de Marlborough, que incloïa com a novetat un compromís de complir les disposicions de la Carta Magna.
Carta del 1297
El rei Eduard I va promulgar la Confirmatio Cartarum, una versió gairebé idèntica a la del 1225, escrita en francès normand, a canvi d'obtenir permís per una taxa que aplegaria diners per les seves necessitats. Aquest no va sorgir d'iniciativa pròpia sinó que va imposar la taxa, els barons es van armar contra ell i, per tal d'evitar una altra guerra, va sorgir la proposta. Els nobles van suggerir que s'afegís un altre document, el De Tallagio, però no va ser acceptat.
L'article segon de la Confirmatio Cartarum establia que si algun jutge no basava les sentències en la Carta Magna, el pacte amb el rei quedaria anul·lat.
La Confirmatio
L'any 1300 es va confirmar la Carta Magna amb un document anomenat Articuli super Cartas, format per 17 articles que tractaven la qüestió de la seva validesa. El batlle de cada comtat (sheriff) hauria de llegir públicament i en veu alta el seu contingut, quatre vegades a l'any, perquè tots els ciutadans coneguessin els seus drets i deures, i no delinquissin per desconeixement de la llei.
El papa Climent V va enviar una butlla que deia que l'autoritat d'un rei venia de Déu, cosa que desautoritzava la Confirmatio Cartarum on es deia que l'autoritat venia del poble. En conseqüència Eduard I va anul·lar la  Confirmatio Cartarum el 1305.

## Influència de la Carta Magna
Encara que la Carta Magna havia estat derogada, alguns jutges l'esmentaven en les acusacions durant els judicis al llarg de tota l'edat mitjana. Més endavant, el rei Eduad III, va promulgar entre els anys 1331-1369 sis documents anomenats Six Statutes, el qual estava clarament inspirat en la Carta Magna, en especial el tercer que, en la clàusula 29. Aquest establia que un "home lliure" podia esdevenir "un home sense cap condició social" segons el "judici dels seus iguals o segons la llei", una clara al·lusió al concepte que la justícia procedeix del poble i està al servei del poble.
Durant els següents segles alguns monarques la van confirmar, entre ells Enric VI. El 1536 quan els catòlics quan es queixaven que el rei no els donava suficient protecció, deien que aquest era un dret reconegut a la Carta Magna.
Que aquest document era important per als ciutadans ho demostra que se'n va fer còpies impreses, ja que qui podia, volia tenir un exemplar a casa. La primera publicació probablement és la del 1508 titulada Magna Carta cum aliis Antiquis Statutis de la impremta de Richard Pynson. Aquesta edició, però, conté una greu errada, ja que atribueix els seus orígens al rei Enric III i la data en l'any 1225. El 1527, John Rastell va publicar una versió abreujada traduïda del llati a l'anglès. El 1534, George Ferrers va publicar la primera versió completa en anglès i la va presentar en 37 clàusules numerades per facilitar la consulta del text.
Al segle xviii, quan els reis Jaume I i Carles I pretenien governar sense tenir en compte el parlament, la Carta Magna va tornar a sortir en els arguments dels que defensaven la idea que el rei havia d'estar al servei del poble i no a la inversa. El partit Whigh va proposar el 1689 un nou document sobre drets i llibertats el Bill of Rights, que era una nova redacció de la mateixa qüestió, reforçada per les idees polítiques del filòsof John Locke.
Fora d'Anglaterra, va inspirar també altres documents semblants i es fa servir com a sinònim de constitució, la llei més important de cada país, sobre la qual es redacten la resta de lleis.
- Rèplica de la Carta Magna, exhibida a Washington DC (EUA).
- Monument erigit a Runnymede el 1957, pagat la societat americana Bar